# Cappella di Santa Teresa
La Cappella di Santa Teresa sorge a Livorno, nel quartiere di Antignano; annessa all'istituto religioso "Santa Teresa", tenuto dalle suore carmelitane, si trova lungo la via del Littorale, nei pressi del Castello di Antignano e della chiesa di Santa Lucia.

## Storia e descrizione
All'inizio del Novecento, Leopoldo Bufalini, arcidiacono del Duomo di Siena, volle erigere una chiesetta nel borgo di Antignano in onore di santa Teresa di Gesù.
Il progetto fu affidato all'ingegner Francesco Zanaboni, anch'egli di Siena, che, per il disegno del tempio, si ispirò proprio all'architettura gotica senese.
La cappella, a pianta rettangolare, presenta una facciata a capanna, con un portale sormontato da un arco ogivale e da un piccolo rosone; la sommità del prospetto è delimitata da una serie di archetti pensili.
Il lato settentrionale dell'edificio è posto in aderenza con il palazzo dove ha sede l'istituto religioso, mentre sul lato meridionale si aprono alcune strette finestre a feritoia che danno luce all'interno.
Sul retro, presso l'abside poligonale, si innalza un piccolo campanile, ancora in stile neogotico.
L'interno fu riccamente decorato dal fiorentino Giuseppe Catani, allievo di Alessandro Franchi.